# جون كامبل (سياسي أسترالي)
جون كامبل (بالإنجليزية: John Campbell)‏ هو سياسي أسترالي، ولد في 25 يوليو 1802، وتوفي في 22 يناير 1886 في أستراليا. انتخب عضو الجمعية التشريعية نيو ساوث ويلز وانتخب عضو المجلس التشريعي نيو ساوث ويلز (1861 – 1886).